# جاك فينش
جاك فينش (بالإنجليزية: Jack Finch)‏ (6 أغسطس 1996 في المملكة المتحدة - ) هو لاعب كرة قدم بريطاني في مركز الوسط. لعب مع كوفنتري سيتي.

## وصلات خارجية
- جاك فينش على موقع قاعدة بيانات كرة القدم.إي يو (الإنجليزية)
- جاك فينش على موقع Soccerbase.com (لاعب) (الإنجليزية)
- جاك فينش على موقع Soccerway.com (الإنجليزية)